# 既知平文攻撃
既知平文攻撃（きちひらぶんこうげき）とは暗号解読における手法の一つ。クリブ (crib)と呼ばれる平文のサンプルを用いる。

## 概要
難解で不可解に思える暗号文でも、手がかりとして元となる平文中の数語から数フレーズが既知もしくは想定可能であれば解読の糸口をつかむことができる。また総当たり攻撃の場合でも、復号した文中にクリブが見つかれば、試みた復号方法が正しいらしいと知ることができ、全文の解読につながる。

## クリブ
暗号または暗号解読におけるクリブ (crib) とは既知のもしくは想定されうる平文のサンプルのこと。仮定語、対照平文ともいう。第二次世界大戦中、英国の暗号解読作戦の本拠地であったブレッチリー・パークにおいてこの語が使われ始めた。
cribの持つカンニング、盗用、剽窃という意味、例えば "I cribbed my answer from your test paper." のように使う、から派生して用いられるようになった。cribは本来、外国語からの逐語訳、直訳といった意味を持つものだった。

## 歴史上の例

### エニグマ
エニグマの場合、ドイツ最高司令部は病的ともいえるほどエニグマシステムそのものの機密保持に腐心した。しかし、一方でクリブの可能性には無頓着で、日常の暗号の利用方法が杜撰であった。
エニグマを使ったメッセージはしばしば、ほぼ毎日、紋切型の導入部を伴って無線放送された。アフリカ（カッターラ低地）の部隊の将校の「報告事項ナシ」という定期的な送信は解読を大いに助けた。画一的な挨拶文や導入部、規定どおりの気象報告は特に有用であった。結語として用いられた「ハイル・ヒトラー」はその一例である。
クリブが足りない場合にはブレッチリー・パークはしばしば英国空軍に「種まき」を依頼した。北海の特定海域に機雷を敷設し、その結果として、当該海域もしくは脅威下にある港についてのエニグマ暗号の送信を誘い出したのである。のちにこれは「ガーデニング」と称されるようになった。
捕えられ尋問を受けたドイツ軍兵士は、エニグマの操作手は数字を読みのアルファベットに直してから暗号化するように命令されているということを漏らした。イギリスの数学者アラン・チューリングは復号された文章を検討することによって、"eins " ("1"の意)が通信文の90%に現れることを見出した。そこでチューリングはクリブ過程を自動化した。"eins"の平文中の位置とエニグマの初期状態によって、"eins"がどのように暗号化されるかを網羅したeinsカタログを用意したのである。